# Vasilka Stojeva
Vasilka Rafajlova Stojeva (bolgarsko Василка Рафаилова Стоева), bolgarska atletinja, * 30. januar 1920, Kotel, Bolgarija.
Nastopila je na poletnih olimpijskih igrah leta 1972, ko je osvojila bronasto medaljo v metu diska.